# Gregory K. Brown
Gregory K. Brown (1951) es un taxónomo, botánico, y explorador estadounidense.
Es especialista en las familias Asteraceae (Pyrrocoma); Bromeliaceae (Eduandrea, Tillandsia, Vriesea).

## Algunas publicaciones
- carlos a. Palací, gregory k. Brown, dorothy e. Tuthill. 2004. The Seeds of Catopsis (Bromeliaceae: Tillandsioideae). Systematic Botany 29 (3): 518-527

- gregory k. Brown, a.j. Gilmartin. 1989. Stigma types in Bromeliaceae—a systematic survey. Systematic Botany 14:110–132

- anita f. Cholewa, gregory k. Brown. 1985. Commentary on Compactorization in Herbaria: A Fifth Case Study. Taxon 34 ( 3) : 464-467

## Honores

### Consejo Asesor Editorial
- Bromeliad Society International[5]
- La abreviatura «G.K.Br.» se emplea para indicar a Gregory K. Brown como autoridad en la descripción y clasificación científica de los vegetales.[6]